# جون مورتون
جون مورتون (بالسويدية: John Morton) (و. 1725 – 1777 م) هو محامي، وقاضي، وفلاح، وسياسي من الولايات المتحدة الأمريكية. ولد في مقاطعة تشيستر.
توفي في مقاطعة ديلاوير، عن عمر يناهز 52 عاماً.